# Фирербункер
Фирербункер или Фиреров бункер било је подземно склониште од ваздушних напада смештено у близини Рајхове канцеларије у Берлину. Представљао је део већег комплекса бункера, грађеног у две фазе 1936. и 1944. године. Био је последње од такозваних Фирерових штабова које је Адолф Хитлер користио током Другог светског рата.
Хитлер се у Фирербункер преселио 16. јануара 1945. године, а током последњих недеља рата бункер је постао главни штаб нацистичког режима. У њему се 29. априла 1945. оженио Евом Браун, мање од два дана пре него што су обоје извршили самоубиство.
По завршетку рата, зграде старе и нове Рајхове канцеларије су сравњене са земљом од стране совјетске Црвене армије. Подземни објекат је дуго остао нетакнут, иако је било покушаја његовог рушења. Током обнове тог дела Берлина крајем 1980-их, делови комплекса су ископани и углавном уништени. Место на ком се бункер налазио дуго је било необележено, све до 2006. године, када је постављена информативна табла са шематским приказом. Поједини ходници бункера и данас постоје, али су затворени за јавност.

## Изградња
Бункер Рајхове канцеларије првобитно је изграђен као привремено склониште од ваздушних напада за Адолфа Хитлера, који је, током већег дела рата, ретко боравио у главном граду. Са интензивирањем бомбардовања Берлина, комплекс је проширен и претворен у трајно импровизовано склониште. Тај сложени подземни систем састојао се од два одвојена објекта: Форбункера („предњи бункер“ или горњи бункер), завршеног 1936. године, и Фирербункера, који је завршен 1944. године. Фирербункер се налазио 2,5 метра ниже и западно-југозападно у односу на Форбункер. Два дела су била повезана степеништем постављеним под правим углом, са могућношћу затварања челичним вратима и преградом.
Форбункер је био смештен 1,5 метар испод подрума великог пријемног салона иза старе Рајхове канцеларије на адреси Вилхелмштрасе 77. Фирербункер се налазио приближно 8,5 метара испод врта иза старе Рајхове канцеларије, 120 метара северно од нове зграде канцеларије на улици Фосштрасе 6. За разлику од горњег дела, дубље позиционирани Фирербункер имао је знатно јаче утврђење, кров од скоро 3 метра дебелог армираног бетона. Око 30 малих просторија било је заштићено слојем бетона дебелим приближно 4 метра. Излази су водили ка главним зградама, као и ка башти, где се налазио хитни излаз.
Изградњу бункера извела је компанија Hochtief, у оквиру ширег програма подземне изградње у Берлину који је започет 1940. године. Укупни трошкови изградње Фирербункера износили су 1.349.899,29 рајхсмарака.
Смештај Адолфа Хитлера налазио се у новијем, доњем делу комплекса. До фебруара 1945. године, тај простор био је опремљен луксузним намештајем из Рајхове канцеларије, као и урамљеним уљаним сликама. Након силаска низ степенице и проласка кроз челична врата, налазио се дугачак ходник са низом просторија са обе стране. Са десне стране биле су просторије за генератор и вентилацију, као и телефонска центраала. Са леве стране налазила се спаваћа и дневна соба Еве Браун (позната и као приватна соба за госте), претсобље (које је коришћено као Хитлерова дневна соба), из кога се улазило у Хитлерову радну собу. На зиду је била окачена велика слика Фридриха Великог, једног од Хитлерових идола. Из радне собе водила су врата у скромно намештену Хитлерову спаваћу собу. Одмах поред налазила се конференцијска соба са мапама (такође позната као соба за извештаје), која је имала врата која су водила у чекаоницу.
Комплекс је био самосталан у погледу функционисања. Међутим, пошто се Фирербункер налазио испод нивоа подземних вода, унутрашњост је била веома влажна, па су пумпе радиле непрекидно како би извлачиле подземну воду. Струју је обезбеђивао дизел генератор, а вода се доводила из бунара. Комуникациони систем укључивао је телекс, телефонску централу и војни радио са спољном антеном. Како се ситуација пред крај рата погоршавала, Хитлер је све више вести о ратним дешавањима добијао преко ББЦ радија и од курира.

## Крај Другог светског рата
Хитлер се уселио у Фиреров бункер 16. јануара 1945. године, заједно са својим највишим штабом, укључујући Мартина Бормана. Ева Браун и Јозеф Гебелс су им се придружили у априлу, док су Магда Гебелс и њихово шесторо деце били смештени у горњем Форбункеру. Око двадесет до тридесет чланова помоћног, медицинског и административног особља такође су били смештени у бункеру. Међу њима су биле и Хитлерове секретарице (укључујући Траудл Јунге), медицинска сестра по имену Ерна Флегел и наредник Рохус Миш, који је био и телохранитељ и телефонски оператер. У почетку, Хитлер је наставио да користи неоштећено крило Рајхове канцеларије, где је у својој великој радној соби поподне држао војне конференције. Након тога, пио је чај са својим секретарицама пре него што се вратио у бункерски комплекс на ноћење. После неколико недеља такве рутине, Хитлер је ретко напуштао бункер, осим ради кратких шетњи у врту канцеларије са својим псом по имену Блонди. Бункер је био претрпан, атмосфера је била тешка, а ваздушне узбуне су биле свакодневне. Хитлер је углавном боравио у доњем нивоу, где је било тише и где је могао да спава. Конференције су се одржавале већи део ноћи, често до 5 ујутру.
Црвена армија је 16. априла започела Битку за Берлин, а до 19. априла почела је да опкољава град. Хитлер је последњи пут изашао на површину 20. априла, на свој 56. рођендан, када је у разрушеном врту Рајхове канцеларије уручио Гвоздени крст дечацима из Хитлерове омладине. Тог поподнева, Берлин је први пут био бомбардован совјетском артиљеријом.
Хитлер је негирао озбиљност ситуације и полагао наду у јединице под командом генерала Вафен-СС-а Феликса Штајнера, Армеаабтајлунг Штајнер („Армијска група Штајнер“). Дана 21. априла, Хитлер је наредио Штајнеру да нападне северни бок совјетске формације која је опкољавала град, а Немачкој Деветој армији, југоисточно од Берлина, да крене у напад ка северу у виду маневра клешта. Те вечери, тенкови Црвене армије стигли су до предграђа Берлина. На поподневној ситуационој конференцији 22. априла, Хитлеру је саопштено да се Штајнерове снаге нису помериле, и он је пао у очајнички, сузама праћени бес када је схватио да напад неће бити изведен. Први пут је отворено изјавио да је рат изгубљен, и окривио своје генерале. Хитлер је најавио да ће остати у Берлину до краја и потом се убити.
Дана 23. априла, Хитлер је именовао генерала артиљерије Хелмута Вајдлинга, команданта LVI оклопног корпуса, за команданта одбране Берлина, смењујући потпуковника Ернста Кетера. Црвена армија је до 25. априла учврстила своју опсаду Берлина, упркос наређењима која су се и даље издавала из Фиреровог бункера. Није постојала никаква изгледна могућност да се немачка одбрана може одупрети, осим да одложи пад града. Хитлер је позвао фелдмаршала Роберта Ритера фон Грајма из Минхена у Берлин како би преузео команду над Луфтвафеом од Хермана Геринга, и он је стигао 26. априла заједно са својом љубавницом, пробним пилотом Ханом Рајч.
Дана 28. априла, Хитлер је сазнао да Рајхсфирер-СС Хајнрих Химлер покушава да преговара о условима капитулације са западним савезницима преко грофа Фолкеа Бернадотеа, што је Хитлер сматрао издајом. Химлеров представник СС-а у Берлину, Херман Фегелајн, стрељан је након што је био изведен пред војни суд због дезертерства, а Хитлер је наредио Химлерово хапшење. Истог дана, генерал Ханс Кребс је обавио свој последњи телефонски позив из Фиреровог бункера фелдмаршалу Вилхелму Кајтелу, начелнику Врховне команде оружаних снага (OKW) у Фирстенбергу. Кребс му је рекао да ће све бити изгубљено ако помоћ не стигне у наредних 48 сати. Кајтел је обећао да ће извршити највећи могући притисак на генерале Валтера Венка, команданта Дванаесте армије, и Теодора Бусеа, команданта Девете армије. У међувремену, Борман је послао телеграм немачком адмиралу Карлу Деницу: „Рајхова канцеларија, гомила рушевина.“ Такође је написао да страни медији извештавају о новим чиновима издаје и да „без изузетка Шернер, Венк и остали морају показати своју оданост најбржим ослобађањем Фирера“.
Те вечери, фон Грајм и Рајч су излетели из Берлина у школском авиону Арадо Ar 96. Фелдмаршалу фон Грајму је наређено да покрене Луфтвафе у напад на совјетске снаге које су управо стигле до Потсдамер плаца, само један градски блок од Фиреровог бункера. Током ноћи 28. априла, генерал Венк је јавио Кајтелу да је његова Дванаеста армија потиснута дуж целе линије фронта и да више није могуће да пробије обруч и помогне Берлину. Кајтел је потом дозволио Венку да прекине покушај пробоја.
Хитлер се оженио Евом Браун након поноћи, између 28. и 29. априла, у малој грађанској церемонији унутар Фиреровог бункера. Потом је повео секретарицу Траудл Јунге у другу просторију и издиктирао своју последњу вољу и тестамент. Ханс Кребс, Вилхелм Бургдорф, Гебелс и Борман су око 4 часа ујутру присуствовали и потписали документа. Након тога, Хитлер се повукао на спавање.
Касно увече 29. априла, Кребс је радио-везом ступио у контакт са Јодлом: „Захтевамо хитан извештај. Прво, где се налазе претходнице Венкових снага. Друго, време планираног напада. Треће, положај Девете армије. Четврто, тачно место на коме ће Девета армија извршити пробој. Пето, где се налази претходница генерала Рудолфа Холстеа.“ У раним јутарњим часовима 30. априла, Јодл је одговорио Кребсу: „Прво, Венкова претходница је заустављена јужно од Швиловског језера. Друго, Дванаеста армија због тога није у могућности да настави напад на Берлин. Треће, већина Девете армије је опкољена. Четврто, Холстеов корпус је у одбрани.“
СС-бригадефирер Вилхелм Монке, командант централног владиног округа Берлина, обавестио је Хитлера ујутру 30. априла да ће моћи да држи положаје мање од два дана. Касније тог јутра, Вајдлинг је обавестио Хитлера да ће браниоцима вероватно нестати муниције током ноћи и поново је затражио дозволу за пробој. Вајдлинг је коначно добио дозволу око 13.00 часова. Хитлер се истог поподнева убио, око 15.30, пуцањем у себе, док је Ева попила цијанид. У складу са Хитлеровим наређењима, његово и Евино тело су спаљени у врту иза Рајхове канцеларије. Гебелс је постао нови шеф владе и рајхканцелар, у складу са Хитлеровом последњом вољом и тестаментом. Рајхканцелар Гебелс и Борман су у 3.15 послали радио-поруку Деницу, обавештавајући га о Хитлеровој смрти и да је он нови шеф државе и председник Немачке (рајхспредседник), у складу са Хитлеровим тестаментом.
Кребс је око 4.00, 1. маја, разговарао са генералом Василијем Чујковим, командантом 8. гардијске армије Црвене армије, који је захтевао безусловну предају преосталих немачких снага. Кребс није имао овлашћење да капитулира, па се вратио у бункер. Касно поподне, Гебелс је отровао своју децу, а он и његова супруга су напустили бункер око 20.30. Постоји више различитих верзија о томе шта се потом догодило. Према једној, Гебелс је убио своју жену, а затим себе. Према другој, обоје су загризли капсулу с цијанидом и потом добили хитац милости. Гебелсов СС ађутант Гинтер Швегерман је сведочио 1948. да су супружници изашли испред њега уз степенице у врт Рајхове канцеларије. Он је чекао на степеништу и чуо пуцње, а затим се попео и видео беживотна тела пара напољу. Потом је, по Гебелсовом наређењу, дао једном СС војнику да испали неколико хитаца у Гебелсово тело, које се није померило. Тела су затим поливена бензином и запаљена, али су остаци били само делимично изгорели и нису били сахрањени.
Вајдлинг је издао наређење преживелима да изврше пробој ка северозападу, а план је почео да се спроводи око 23.00. Прву групу из Рајхове канцеларије предводио је Монке; покушали су да пробију совјетске обруче, али безуспешно, и били су заробљени следећег дана. Монкеа је, као и остале заробљене из Фиреровог бункера, испитивао СМЕРШ. Трећи покушај пробоја из Рајхове канцеларије изведен је око 1.00, 2. маја, а Борман је успео да пређе реку Шпреја. Артур Аксман је кренуо истом маршрутом и касније је изјавио да је видео Борманово тело недалеко од моста Вајдендамер.
У 1.00 совјетске снаге су примиле радио-поруку од LVI оклопног корпуса са захтевом за прекид ватре. Доле у Фиреровом бункеру, генерали Кребс и Бургдорф су извршили самоубиство хицем у главу. Последњи браниоци у области комплекса бункера били су углавном Французи из 33. гренадирске дивизије СС „Шарлмањ“, затим припадници Вафен-СС из остатака 11. добровољачке оклопно-гренадирске дивизије СС „Нордланд“, као и летонски и шпански СС војници. Група француских СС војника задржала се у зони бункера до раног јутра 2. маја. Совјетске снаге су затим заузеле Рајхову канцеларију. Генерал Вајдлинг се предао са својим штабом у 6.00, а његов састанак са Чујковим завршен је у 8.23. Јоханес Хентшел, главни електромеханичар комплекса бункера, остао је након што су сви остали или напустили бункер или извршили самоубиство, јер је пољској болници у згради Рајхове канцеларије изнад било потребно струје и воде. Он се предао Црвеној армији када су ушли у комплекс бункера у 9.00, 2. маја. Тела шесторо Гебелсове деце пронађена су 3. маја. Нађена су у својим креветима у Форбункеру, с јасним траговима цијанида на лицима.

## Догађаји након рата
Прве фотографије унутрашњости Фиреровог бункера после рата направљене су у јулу 1945. године. Дана 4. јула, амерички новинар Џејмс П. О’Донел посетио је бункер након што је совјетском стражару дао паклицу цигарета. Многи војници, политичари и дипломате обишли су бункер у наредним данима и месецима. Винстон Черчил посетио је Рајхсканцеларију и бункер 14. јула 1945. године. Дана 11. децембра 1945, Совјети су дозволили ограничену истрагу терена бункера од стране осталих савезничких сила. По два представника из сваке нације посматрала су неколико Немаца како ископавају земљу, укључујући и место где су у мају ископани остаци Хитлера. Током ископавања пронађена су два шешира за која се верује да су припадала Хитлеру, доњи веш са иницијалима Еве Браун, као и неколико извештаја које је Јозеф Гебелс слао Хитлеру. Представници су планирали да наставе рад следећег дана, али их је на улазу дочекао наоружани стражар НКВД-а који их је оптужио да су однели документа из канцеларије Рајха. Они су то негирали, али даљи спољашњи увиди нису били дозвољени све до много година касније.
Спољашње рушевине обе зграде Рајхсканцеларије Совјети су сравнили са земљом између 1945. и 1949. године као део напора да се униште обележја нацистичке Немачке. Детаљна унутрашња истрага бункера, укључујући мерења, извршена је 16. маја 1946. године. После тога, бункер је углавном остао очуван, иако су неки делови били делимично поплављени. У децембру 1947. Совјети су покушали да дигну бункер у ваздух, али су оштећени само преградни зидови. Године 1959, источнонемачка влада започела је низ рушења зграда Рајхсканцеларије, укључујући и бункер. Пошто се налазио близу Берлинског зида, простор је остао неуређен и запуштен све до 1988–89. године. Током опсежне изградње стамбених и других објеката на том подручју, радници су открили неколико подземних делова старог бункерског комплекса, и већина их је уништена. Други делови подземног комплекса Рајхсканцеларије такође су откривени, али су игнорисани, затрпани или поново запечаћени.
Власти су желеле да униште и последње остатке ових нацистичких обележја. Изградња зграда у подручју око Фиреровог бункера била је стратегија која је имала за циљ да тај крај остане анониман и неупадљив. Место где се налазио излаз у случају нужде из Фиреровог бункера (у башти Рајхсканцеларије) претворено је у паркинг.
Дана 8. јуна 2006. године, уочи Светског првенства у фудбалу, постављена је информативна табла која обележава локацију Фиреровог бункера. Табла, на којој се налази и шематски приказ бункера, постављена је на углу улица Ин ден Министергертен и Гертруд-Колмар-штрасе, на око три минута хода од Потсдамер плаца. Рохус Миш, један од последњих живих сведока који се налазио у бункеру у време Хитлеровог самоубиства, присуствовао је свечаности.
- Рушевине бункера након рушења 1947. године
- Локација Фирербункера и информативна табла у улици Гертруд-Колмар у октобру 2023.
- Бочни угао локације у јулу 2007.

### Информативне напомене
1. ↑   Beevor 2002, стр. 286 наводи да је именовање било 23. априла; Hamilton 2008, стр. 160 наводи да је „званично“ то било ујутра 24. априла; Dollinger 1997, стр. 228, наводи 26. април за састанак.
2. ↑   Наређење Луфтвафеа се разликује у различитим изворима. Beevor 2002, стр. 342 states it was to attack Potsdamerplatz, наводи да је требало напасти Потсдамерплац, али Циемке наводи да је требало да подржи Венков напад Дванаесте армије. Обојица се слажу да је фон Грајму такође наређено да се побрине да Химлер буде кажњен.
3. ↑   "MI5 staff 2005: Хитлеров тестамент и брак“ на веб страници МИ5, користећи изворе доступне Хјуу Тревору-Роперу (агенту МИ5 из Другог светског рата и историчару/аутору књиге The Last Days of Hitler), бележи да се брак догодио након што је Хитлер издиктирао своју последњу вољу и тестамент.
4. ↑   Dollinger 1997, стр. 239, каже да је Јодл одговорио, али Ziemke 1969, стр. 120, и Beevor 2002, стр. 537, кажу да је то био Кајтел.
5. ↑   Dollinger 1997, стр. 239, наводи 3.00, а Beevor 2002, стр. 367, 4.00, за Кребсов састанак са Чујковом.
6. ↑   Ziemke 1969, стр. 126 каже да Вајдлинг није дао никаква наређења за пробој.

### Цитати
1. ↑  Arnold 2012.
2. ↑  Lehrer 2006, стр. 117, 119, 123.
3. ↑  Kellerhoff 2004, стр. 56.
4. ↑  Mollo 1988, стр. 28.
5. ↑  Lehrer 2006, стр. 117.
6. ↑  Lehrer 2006, стр. 123.
7. ↑  McNab 2014, стр. 21, 28.
8. ↑  Lehrer 2006, стр. 117, 119, 121–123.
9. ↑  Lehrer 2006, стр. 124.
10. ↑  Kershaw 2008, стр. 97.
11. 1 2  McNab 2014, стр. 28.
12. 1 2  McNab 2011, стр. 109.
13. 1 2 3  McNab 2014, стр. 29.
14. ↑  Kershaw 2008, стр. 97, 901–902.
15. ↑  Kershaw 2008, стр. 901.
16. ↑  Lehrer 2006, стр. 124–125.
17. ↑  Taylor 2007, стр. 184.
18. ↑  Beevor 2002, стр. 278.
19. 1 2  Kershaw 2008, стр. 902.
20. ↑  Speer 1971, стр. 597.
21. ↑  Bullock 1999, стр. 785.
22. ↑  Kershaw 2008, стр. 903.
23. ↑  Beevor 2002, стр. 217–233.
24. ↑  Beevor 2002, стр. 251.
25. ↑  Beevor 2002, стр. 255.
26. ↑  Beevor 2002, стр. 267–268.
27. ↑  Ziemke 1969, стр. 87–88.
28. ↑  Beevor 2002, стр. 255, 256.
29. ↑  Beevor 2002, стр. 275.
30. ↑  Kershaw 2008, стр. 934.
31. ↑  Ziemke 1969, стр. 111.
32. 1 2 3  Dollinger 1997, стр. 228.
33. ↑  Kershaw 2008, стр. 923–925, 943.
34. ↑  Kershaw 2008, стр. 943–946.
35. ↑  Kershaw 2008, стр. 946.
36. 1 2  Ziemke 1969, стр. 119.
37. ↑  Beevor 2002, стр. 342.
38. ↑  Ziemke 1969, стр. 118.
39. 1 2 3 4  Dollinger 1997, стр. 239.
40. 1 2  Beevor 2002, стр. 343.
41. ↑  Kershaw 2008, стр. 950.
42. ↑  Ziemke 1969, стр. 120.
43. ↑  Beevor 2002, стр. 357, last paragraph.
44. ↑  Beevor 2002, стр. 358.
45. ↑  Joachimsthaler 1999, стр. 160–182.
46. ↑  Linge 2009, стр. 199.
47. ↑  Kershaw 2008, стр. 956–957.
48. ↑  Williams 2005, стр. 324, 325.
49. ↑  Shirer 1960, стр. 1135–1137.
50. 1 2  Joachimsthaler 1999, стр. 52.
51. 1 2  Beevor 2002, стр. 381.
52. ↑  Beevor 2002, стр. 383, 389.
53. ↑  Beevor 2002, стр. 387.
54. ↑  Weale 2012, стр. 407.
55. ↑  Hamilton 2020, стр. 349, 386.
56. ↑  Hamilton 2020, стр. 408.
57. ↑  Beevor 2002, стр. 387, 388.
58. ↑  Joachimsthaler 1999, стр. 287.
59. ↑  Beevor 2002, стр. 398.
60. ↑  O'Donnell 2001, стр. 9–12.
61. ↑  Kellerhoff 2004, стр. 98–99.
62. ↑  Kellerhoff 2004, стр. 98–101.
63. ↑  Musmanno, Michael A. (1950). Ten Days to Die (на језику: енглески). Garden City, NY: Doubleday. стр. 233—34.
64. ↑  Kellerhoff 2004, стр. 101–102.
65. ↑  Mollo 1988, стр. 48, 49.
66. ↑  Mollo 1988, стр. 49, 50.
67. ↑  Mollo 1988, стр. 46, 48, 50–53.
68. ↑  McNab 2014, стр. 21.
69. ↑  Kellerhoff 2004, стр. 27, 28.
70. ↑  Kellerhoff 2004, стр. 27.
71. ↑  Der Spiegel 2006.